# Балгази
Балгази́ (рос. Балгазы, башк. Балғажы) — присілок у складі Альшеєвського району Башкортостану, Росія. Входить до складу Нікіфаровської сільської ради.
Населення — 95 осіб (2010; 129 в 2002).
Національний склад:
- башкири — 99 %